# Дрюк Світлана Миколаївна
Дрюк Світлана Миколаївна (28 серпня 1978 , Донецьк ) — українська колабораціоністка, колишня учасниця терористичного угруповування ДНР під псевдонімом «Ветерок». На початку 2019 року перейшла на бік України, заявивши про готовність свідчити про російські злочини на Сході України.

## Життєпис
Народилася 1978 року в Донецьку. Закінчила місцеву школу № 97.
2014 року приєдналася до терористичної організації Донецька народна республіка. Спершу була санітарним інструктором, потім замполітом у батальйоні «Чебурашка». Згодом стала командиром танку з повністю жіночим екіпажем. На стороні терористичних організацій брала участь у боях за Дебальцеве, Красногорівку, Мар'їнку, на Маріупольському напрямку. Далі «дослужилася» до заступника командира так званого 11 полку «Восток».
Зі Світлани зробили прообраз героїні російського пропагандистського кінофільму «Ополченочка».
На початку 2019 року повідомила своєму «командуванню», що їде в особистих справах до Ростова-на-Дону. Насправді разом із дітьми переїхала на підконтрольну Україні територію. У цьому їй допомогли українські спецслужби.
Про перехід Дрюк стало відомо 3 березня з її інтерв'ю Андрію Цаплієнку, де вона заявила, що готова свідчити в суді про присутність російських військ на Донбасі, і заявила, що причиною для переходу стала любов до українського розвідника[джерело?]. Дрюк передала українській контррозвідці дані про перекидання на Донбас новітніх російських танків Т-72Б3. Завдяки цим даним ЗСУ змогли знищити вісім одиниць танків на полігоні під Торезом.